# ARCHE
ARCHE (с др.-греч. — «Происхождение») — девятый студийный альбом японской метал-группы Dir en grey, выпущенный 10 декабря 2014 года на лейбле Free-Will.
Выходу альбома предшествовали два сингла: «輪郭» в декабре 2012 года, а также «SUSTAIN THE UNTRUTH» в январе 2014 года.

## Предыстория альбома
Первый анонс нового альбома состоялся в день релиза сингла «輪郭» 19 декабря 2012 года после полуторагодичного перерыва коллектива с момента выпуска их предыдущего «Different Sense». Кроме того, 25 декабря в Токио начался тур под названием In Situ.
Затем в сентябре 2013 года группа начала свой тур Ghoul, который проходил с 18 сентября по 23 октября в Японии и продолжился 3 ноября в Северной Америке. Группа также объявила о двух концертах в «Ниппон Будокан» в марте 2014 года под названием Dum Spiro Spero вместе с новым синглом «SUSTAIN THE UNTRUTH», который был выпущен в январе 2014 года. «Sustain the untruth» стал вторым по счёту синглом грядущего альбома ARCHE.

## Об альбоме
Информация об альбоме и треклист были оглашены на официальном сайте группы Dir en grey ещё в конце сентября 2014 года. В то время гитарист группы Дай сказал, что в альбоме тот самый звук, которого они всегда добивались. Главной темой в альбоме стала боль, как было показано в трейлере 12 ноября снятом Рё Хорикава.
Название альбома на греческом языке означает «происхождение». Это название несёт в себе особое значение для участников группы, поскольку оно охватывает каждую фазу, в которой группа развивалась и развивается дальше. Вокалист Кё на официальном сайте Dir en grey дал такой комментарий по поводу названия:

Над этим альбомом я работаю, думая о прошлом и будущем себя как вокалиста, больше, чем когда-либо прежде. То место, где пересекаются старый Я и новый Я — это то, что помещается в 9-й альбом «ARCHE».
Художественное оформление обложки, содержащее изображение торса беременной женщины без головы, от которого исходят корни, является символом, связанным с названием альбома. Над оформлением обложки альбома работал Кодзи Ёда. Он же ранее сотрудничал с группой при создании обложек для альбома DUM SPIRO SPERO и сингла «輪郭». По словам Кодзи, группа предложила ему нарисовать обложку для альбома опираясь на четыре ключевые фразы: «начало и вода», «что-то, что чувствует, как рождается», «что-то, что не имеет шаблона» и «что-то в движении».

## Запись
Изначально было написано и подготовлено больше песен, чем вошло в релиз. По словам гитариста Каору, изначально было записано около 20-30 песен, сам же он сочинил примерно 60-70 песен, после чего все члены группы присоединились к записи вместе. 

Было почти 20 песен, которые я записал, и я думал о том, чтобы немного сократить их, но участники в один голос твердили: «я хочу сделать все», поэтому всё было записано.
 Композиции «and Zero» и «てふてふ» не вошли в оригинальный треклист альбома, вследствие чего они были введены в треклист на втором диске из специального трехдискового издания.
На этой пластинке музыканты отказались от прогрессивного метала со своих предыдущих работ. Каору прокомментировал, что сами участники сказали, что хотят сыграть более расслабляющие песни с небольшим количеством нот.
Первый сингл альбома был написан на компьютере на репетиции живого тура без записи 5 человек. Вскоре после издания сингла «SUSTAIN THE UNTRUTH» участники приступили к записи альбома в целом. В своём интервью Синъя рассказал о записи альбома следующее: 

Это был первый раз для меня, чтобы записать альбом, так как я старался настроить высоту. Однако в конце альбома не было возможности сделать звуковое совпадение, потому что оно перекрывалось с живым туром.

## Выпуск
Релиз был объявлен группой на выступлении в «Ниппон Будокан» 9 марта 2014 года. Изначально выпуск альбома планировался на ноябрь, но вскоре был отложен на декабрь. В итоге альбом был выпущен 10 декабря 2014 года на лейбле Firewall Div.. При предзаказе альбома на разных музыкальных сайтах, с диском шли также стикеры, открытки или постер группы.
Помимо оригинального издания, была также версия альбома «Специального издания», в ограниченном количестве. Это издание включало бонус-диск, куда вошли дополнительные треки, альтернативные версии песен и ремиксы, а также третий бонус-диск DVD или Blu-ray. Также на официальном сайте посвящённый альбому, если ввести код с обложки ограниченного издания между 12:00 10 декабря 2014 и 12 января 2015 годов, то открывался секретный чат для общения как между собой, так и с самой группой Dir En Grey и разными сотрудниками и менеджерами.

## Список композиций
Все тексты написаны Кё, вся музыка написана Dir en grey.
| №                   | Название                | Длительность |
| ------------------- | ----------------------- | ------------ |
| 1.                  | «Un deux»               | 3:33         |
| 2.                  | «咀嚼»                  | 4:10         |
| 3.                  | «鱗»                    | 4:03         |
| 4.                  | «Phenomenon»            | 4:01         |
| 5.                  | «Cause of fickleness»   | 3:25         |
| 6.                  | «濤声»                  | 5:31         |
| 7.                  | «輪郭»                  | 5:43         |
| 8.                  | «Chain repulsion»       | 2:48         |
| 9.                  | «Midwife»               | 4:11         |
| 10.                 | «禍夜想»                | 4:25         |
| 11.                 | «懐春»                  | 4:22         |
| 12.                 | «Behind a vacant image» | 4:59         |
| 13.                 | «Sustain the untruth»   | 4:25         |
| 14.                 | «空谷の跫音»            | 5:48         |
| 15.                 | «The inferno»           | 3:15         |
| 16.                 | «Revelation of mankind» | 3:23         |
| Общая длительность: | Общая длительность:     | 68:01        |

| №                   | Название                                 | Длительность |
| ------------------- | ---------------------------------------- | ------------ |
| 1.                  | «and Zero» (Инструментальная композиция) | 2:25         |
| 2.                  | «てふてふ»                               | 4:47         |
| 3.                  | «Sustain the untruth [REMIX]»            | 6:16         |
| 4.                  | «Unraveling [REMIX]»                     | 3:33         |
| 5.                  | «咀嚼 (Acoustic Ver.)»                   | 5:02         |
| 6.                  | «鱗 (Crossover Ver.)»                    | 3:39         |
| 7.                  | «Behind a vacant image (Acoustic Ver.)»  | 4:55         |
| Общая длительность: | Общая длительность:                      | 83:02        |

| №                   | Название | Длительность |
| ------------------- | --- | ------------ |
| 1.                  | «Un deux (Shot In One Take)»                                                                                                   |              |
| 2.                  | «Chain repulsion (Shot In One Take)»                                                                                           |              |
| 3.                  | «かすみ» (TOUR14 PSYCHONNECT -mode of “GAUZE”?- 2014.08.30 SHINKIBA STUDIO COAST (追加公演))                                   |              |
| 4.                  | «激しさと、» (TOUR14 PSYCHONNECT -mode of “GAUZE”?- 2014.08.30 SHINKIBA STUDIO COAST (追加公演))                               |              |
| 5.                  | «激しさと、この胸の中で絡み付いた灼熱の闇» (TOUR14 PSYCHONNECT -mode of “GAUZE”?- 2014.08.30 SHINKIBA STUDIO COAST (追加公演)) |              |
| 6.                  | «BEHIND THE SCENES OF ARCHE»                                                                                                   |              |
| Общая длительность: | Общая длительность: | 98:45        |

## Участники записи
| Dir en grey - Кё — вокал; - Дай — бэк-вокал, соло-гитара; - Каору — бэк-вокал, ритм-гитара, музыкальное программирование; - Тошия — бэк-вокал, бас-гитара; - Синъя — барабаны. | Производственный персонал - Dir en grey — продюсеры; - Dynamite Tommy — исполнительный продюсер; - Тью Мэдсеном — микширование, мастеринг; - Такаси Хирано — фотограф; - Кодзи Ёда — художественное оформление; - Кодзи Маруяма — звукорежиссёр; - Кимихиро Накасе — звукорежиссёр; - Хирому Ясумото — ассистент звукорежиссёра. |

## Позиции в чартах
| Чарт (2014)                | Позиция в чарте |
| -------------------------- | --------------- |
| Oricon weekly chart        | 4               |
| Billboard Japan Top Albums | 3               |